# 10981 Fransaris
10981 Fransaris este un asteroid din centura principală de asteroizi.

## Descriere
10981 Fransaris este un asteroid din centura principală de asteroizi. A fost descoperit pe 17 octombrie 1977 la Observatorul Palomar de Cornelis Johannes van Houten, Ingrid van Houten-Groeneveld și Tom Gehrels. Asteroidul prezintă o orbită caracterizată de o semiaxă mare de 2,79 ua, o excentricitate de 0,24 și o înclinație de 6,2° în raport cu ecliptica.